# 悪魔ロバート

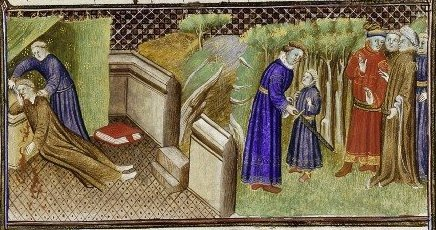
15世紀の『ノルマンディー年代記』の挿絵。左側ではロバートが殺人を犯しており、右側ではロバートが叙勲されている。

悪魔ロバート（英語: Robert the Devil）は、中世ヨーロッパに起源を持つ伝説で、自分が悪魔の申し子であると知ったノルマン人騎士の物語である。
天恵を得られず子供ができないことに絶望した母親は、子を授かることを悪魔に願う。そうして生まれたロバートは、悪魔の力によって暴力と罪に満ちた日々を送る。しかし遂に彼は改悛し、贖罪を果たす。
この伝説が、実在の人物にもとづいているかどうかは定かではない。伝説の起源は13世紀のフランスに始まり、文学を始めとして様々な創作の対象とされてきたが、中でも特に有名なのはジャコモ・マイアベーアによるオペラ『悪魔のロベール』である。

## あらすじ
※以下は、19世紀のイタリアの作家アルトゥーロ・グラーフによる1889年の著作『Il Diavolo（悪魔）』にもとづくあらすじである。
ノルマンディー公夫人は永らく子供を授からないことに悩み、子を渇望していた。どれほど祈りを捧げても、神は一向に願いを聞き入れず、ついにしびれを切らした夫人が悪魔に子を願ったところ、すぐに子供を授かる。しかしそれが、呪われた悪夢の日々の始まりとなる。
生まれた子はロバートと名付けられるが、赤子の時に乳母の頭に食い付いて髪を食いちぎったり、まだ幼い頃に教師を刺し殺したりする。20歳になるころには悪徒の頭目となっていて、手下からは「騎士様」と呼ばれていた。ロバートの生まれ付いての捻じ曲がった性分は、年を経るごとにますます酷くなり、もはや腕力でも蛮勇でも彼に勝てる者は誰もいなくなる。ロバートは馬上槍試合に出場して対戦相手30人を殺したあと、逐電する。
しばらくして国に戻ると、ロバートは再び悪党を集め、強盗、放火、殺人に耽る。そんなある日、とある修道院で修道女の喉を切り裂いている時に、突然母親のことを思い出し、以後母を探す旅に出る。
ところが使い魔が邪魔をして、彼の望むような手掛かりは全く得られない。しかしやがて、彼は自身が恐るべき狂気の持ち主であることを次第に自覚するようになり、強い自責の念に駆られる。ロバートは、なぜ自分がほかの人間とこうも違うのか、どうしてこのように生まれついたのか、どうしても分からなかった。だがやがて、その謎は徐々に明らかになってゆく。遂に母のもとに辿り着いたロバートは、剣を抜いて、自身の出生の秘密を語るよう母に迫る。
母の告白を聞いたロバートは、恐れ、恥じ、悲しむ。しかしロバートは屈強な精神の持ち主で、ただ絶望に打ちひしがれるのではなく、高邁な精神を取り戻して汚名を雪ぎ、栄光に満ちた輝かしい人生を強く望むようになる。ロバートは、彼の生涯を罪と破壊に満ちたものにせんとする悪魔の邪心に打ち克つため、自らローマ法王のもとへ馳せ参じ、その前に額づいて懺悔を行い、最も厳しい苦行を与えるように頼む。そして今後は、犬が噛み砕いた食べ物しか口にしないと誓いを立てる。
やがて、ローマの街がサラセン人によって包囲されると、ロバートは身分を隠してサラセン人との戦いに身を投じ、彼の英雄的な働きによって遂に勝利がもたらされる。その働きに報いるためロバートには王姫と王位とが与えられるが、彼はこれを固辞し、隠遁生活を送るため一人荒野へと出る。やがてロバートは死ぬが、死後に神の祝福を得て聖人となる。
美しい姫を娶るという結末もある。

## どのように伝わったか

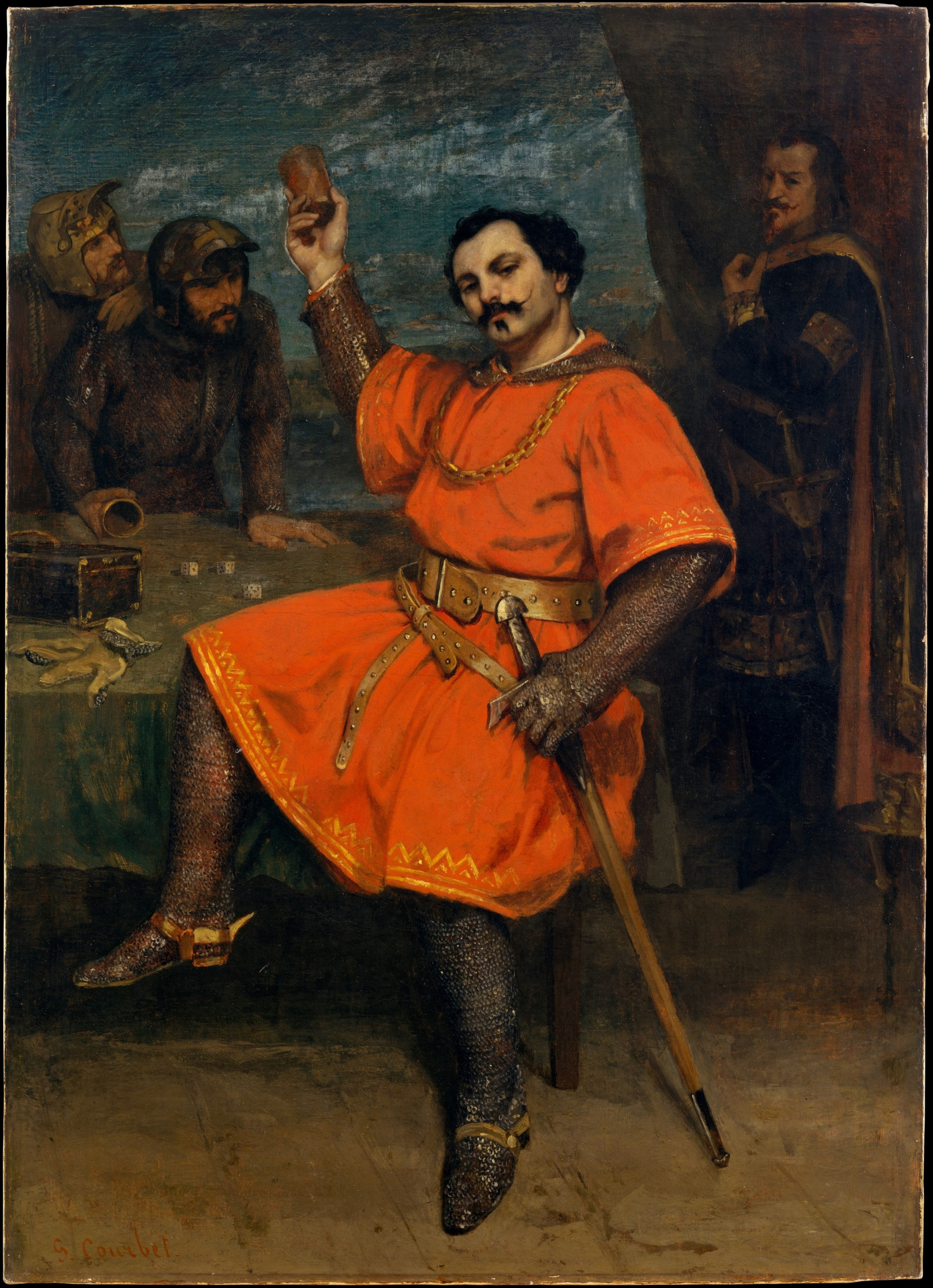
オペラ『悪魔のロベール』を演じる俳優ルイ・ゲイマール

1250年ごろのドミニコ会修道士エチエンヌ・ド・ブルボンによるラテン語の散文が、ロバートの最古の伝説として知られている。ただしこの中では、ロバートはどこの誰とも語られてはいない。一方、13世紀のフランス語韻文の騎士道物語では、ロバートはノルマンディー公夫人の子として描かれるようになる。
それ以降も、この逸話は14世紀の奇跡譚などに断片的に散見され、フランス語散文としては13世紀のものと推定されている『ノルマンディー年代記（Croniques de Normandie）』にも登場する。しかし、この伝説が広く知られるようになったのは、1496年のリヨン、1497年のパリで最初に出版された『La Vie du terrible Robert le dyable（悪魔ロベールの恐ろしい生涯）』という文献によってである。
16世紀以降になると、この伝説はしばしば、10世紀の人物である「無怖公」・ノルマンディー公リシャール1世と合わせて出版されるようになった。1769年には、完全復刻版として『Histoire de Robert le Diable, duc de Normandie, et de Richard Sans Peur, son fils（ノルマンディーの無怖公リシャールとその子、悪魔ロベール史話）』が刊行されている。
この伝承は、やがてフランスからスペインへと伝わり、よく知られるようになった。イギリスでは、おそらく14世紀末頃に書かれた『ゴウサー卿』の奇跡譚として扱われるようになったが、この系譜の作品では、母の夫が悪魔そのものとして描かれている。
発行年は不詳だが、15世紀のウィリアム・キャクストンの助手、ウィンキン・デ・ウォードは、フランスの大衆本を英訳して『Robert deuyll（悪魔ロバート）』を出版した。これとは違う系統のもので、イギリスの作家トーマス・ロッジが1591年に出版した『Robin the Divell（悪魔ロビン）』というものがある。この主人公は「第2代ノルマンディー公」とされている。
オランダでは、アントワープ司教による1621年の禁書目録の中に『Robrecht den Duyvel（悪魔ロブレヒト）』というタイトルがある。
ドイツでは、この伝承はあまり流布しなかった。19世紀のヨーゼフ・ゲレスによる大衆本（Volksbücher）で初めて紹介されている。このほかドイツでは、ヴィクトル・フォン・シュトラウスが1854年に発表した叙事詩や、エルンスト・ローパックがオペラ『悪魔のロベール』をもとに1868年に喜劇化した『Robert the Devil, or The Nun, the Dun, and the Son of a Gun』（Robert the Devil）がある。

## モデルは誰なのか
悪魔ロバートの主人公のモデルが歴史上のどの人物なのか、さまざまな説が唱えられてきた。おおむね、11世紀のノルマン貴族だろうと考えられている。
19世紀末の文献学者フレデリック・J・ファーニバルはこの伝承の初期の作者を辿り、ノルマンディー公ロベール1世がこの伝承の発端ではないかと述べた。ファーニバルは次のように述べている。
他の学者はこの説を否定している。チャールズ・H・ハスキンズ(Charles Homer Haskins)は「物語や創作オペラに出てくる英雄や悪役をなんの裏付けもなく混ぜこぜにしたもの」以上のものではないとしている。
別のノルマン語研究者は、第3代シュルーズベリー伯爵ロバート・オブ・ベレーム（1056年 - 1130年?）がモデルではないかとしている。『英国人名辞典』の編纂者の一人ウィリアム・ハントによると、シュルーズベリー伯爵の死後、その周囲で彼の残忍さを伝える逸話が広まったという。フランスのメーヌ地方では、シュルーズベリー伯爵の悪行が、征服王ウィリアムの父である悪魔ロバートがやったことにされている、と伝えられている。

## 日本語訳
- 『フランス中世文学集3 笑いと愛と』 所収 「悪魔のロベール」 天沢退二郎による散文訳。